# Massaker von Tikrit
Das Massaker von Tikrit war eine Massenexekution beim Camp Speicher, bei der zwischen dem 11. und 15. Juni 2014 von der dschihadistisch-salafistischen Terrororganisation Islamischer Staat (IS) mindestens 994 irakische Luftwaffenkadetten ermordet wurden.
Zwischen dem 9. und 12. Juni 2014 verbreiteten Mitglieder der Organisation Islamischer Staat per Twitter Fotos und gaben dazu an, 1700 Menschen bei Tikrit exekutiert zu haben.
Human Rights Watch (HRW) schätzte 2014, dass zwischen 560 und 770 Gefangene getötet wurden, wobei die Organisation ihre Angaben auf Satellitenbilder und Zeugenaussagen von Überlebenden stützt.
Laut dem irakischen Ministerium für Menschenrechte gelten bis zu 1566 irakische Luftwaffenkadetten und Soldaten als vermisst, nach der Rückeroberung von Tikrit sollen bislang 14 Stellen gefunden worden sein, an denen die Opfer von Erschießungen verscharrt worden waren.

## Die Opfer
HRW ging davon aus, dass die meisten Toten an Ort und Stelle der Ermordung in einem Massengrab verscharrt wurden, nachdem der Plan, die Leichen in den Fluss Tigris zu kippen, an der Mühseligkeit des Vorhabens gescheitert sei. Unweit der Stelle sollen insgesamt 11 Leichen im Tigris aufgefunden, weitere 17 etwa 50 km flussabwärts am Samarra-Staudamm in Samarra angeschwemmt worden sein.
Aktivisten schätzten im November 2017, es seien bei dem Massaker bis zu 1.935 Menschen ermordet worden, gefunden hatte man bis zu dem Zeitpunkt bereits 994 Leichen.

## Strafverfolgung
Am Morgen des 21. August 2016 wurden 36 wegen des Massakers durch ein Bagdader Gericht im Februar 2016 zum Tode verurteilte Männer durch Erhängen hingerichtet. Die Vollstreckung der Todesurteile war in der Vorwoche von dem Ministerpräsidenten Haider al-Abadi genehmigt worden. Sie wurde von dem Provinzgouverneur Jahija al-Nassari und dem Justizminister Haider al-Samili überwacht.